# ATACMS
ATACMS (Army TACtical Missile System) je série amerických taktických balistických střel (čili s velmi krátkým doletem až 300 km). Podle amerického kódového označení z roku 1962 se jedná o balistické střely odpalované z mobilního prostředku (vozidla) a určené k ničení pozemních cílů. Mohou zajistit taktickou podporu pěchotě na bojišti. Nesou jednu hlavici s konvenční náplní (vývoj verze s jadernou hlavicí byl zrušen). Jsou odpalovány z mobilních raketometů (MLRS) typu M270 MLRS nebo M142 HIMARS.
Jednotlivé verze:
- MGM-140A – Block 1
- MGM-140B – Block 1A
- MGM-164 – Block 2
- MGM-168 Block 4A

Původně s označením M39 připomínají střely ATACMS starší MGM-52 Lance, které nahrazují. Do operační služby byly přijaty v roce 1991 (první verze).
ATACMS má ve službě nahradit nová raketa Precision Strike Missile.

## Ruská invaze na Ukrajinu
Během ruské invaze Ukrajina dlouhou dobu usilovala o získání ATACMS, aby mohla zasahovat týlové oblastí ruské invazní armády. Teprve v září 2023 se objevila informace, že americký prezident Joe Biden slíbil ukrajinskému prezidentovi Volodymyru Zelenskému, že USA poskytnou Ukrajině malý počet střel ATACMS. V polovině října téhož roku ukrajinské síly podnikly těmito střelami úspěšné útoky na letiště v okupovaném Berďansku a Luhansku, během kterých zničily řadu ruských vrtulníků, sklady munice a další vybavení.

## Galerie

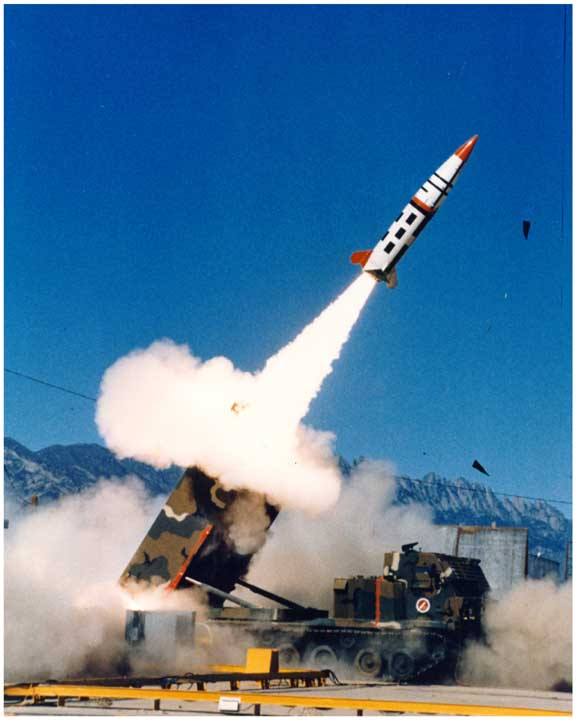
Odpal ATACMS
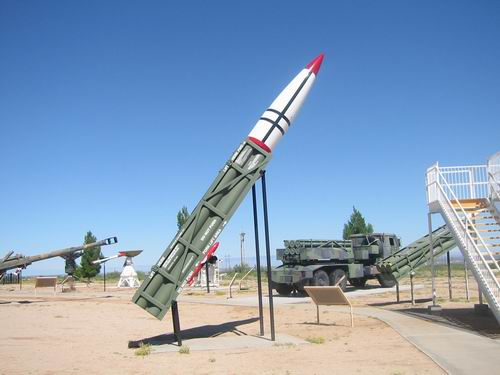
MGM-140 ATACMS v muzeu White Sands
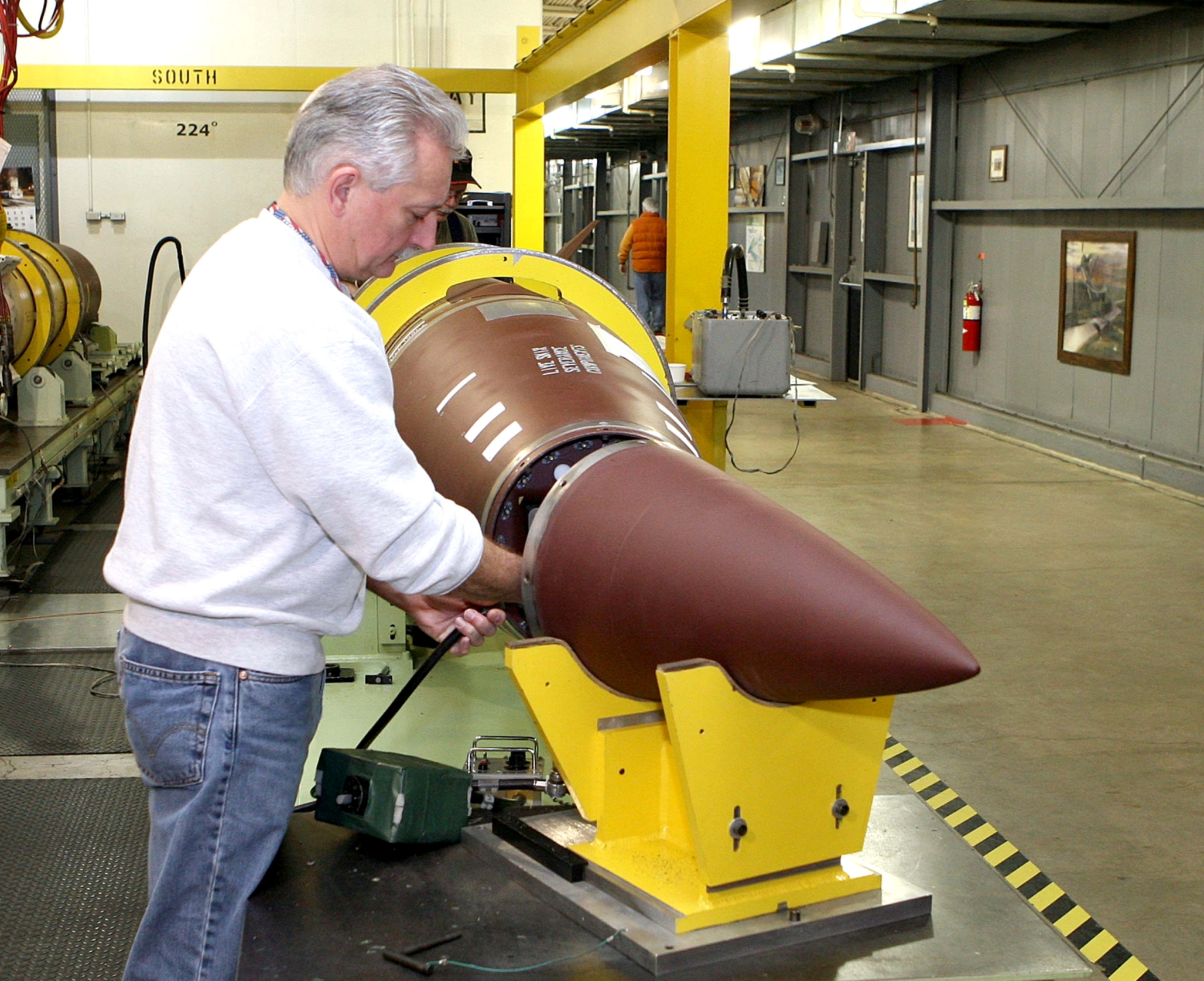
ATACMS